# 第五守亮
第五守亮（？—？），原名第五守进，唐朝宦官，唐德宗時期神策軍右军中尉。

## 生平
原为内侍省内常侍，唐德宗貞元十四年（798年）霍仙鳴死后接任神策军右軍中尉，赐名守亮。之后被孙荣义取代。